# Roman New Orleans Jazz Band
La "Roman New Orleans Jazz Band" è stata fondata a Roma nel 1948 da Marcello Riccio (clarinetto), Giovanni Borghi (tromba), Luciano Fineschi (trombone), Ivan Vandor (sassofono tenore), Umberto Cesari (pianoforte), Franco Nebbia (pianoforte), Pino Liberati (contrabbasso), Bruno Perris (chitarra e banjio) e Peppino d'Intino (batteria). 

## Gli inizi
All'inizio, nel 1948, il gruppo di amici, tutti appassionati di jazz, si riuniva in un garage di una casa privata ai Parioli, suscitando le proteste del vicinato. Nel 1949, il gruppo fece la sua prima Street parade per le vie di Roma e, sempre nel 1949, fu il trombettista americano Louis Armstrong che diede il nome "Roman New Orleans Jazz Band" al gruppo. In occasione, infatti, di una tournée italiana di Armstrong, il gruppo di amici, a cui si era unito Giorgio Zinzi al pianoforte in sostituzione di Franco Nebbia, decise di andare ad accoglierlo all'aeroporto, suonando "When the saints go marching in" ed altre canzoni in stile New Orleans. Prima di ripartire, Armstrong volle andare a trovare il gruppo presso il garage dove provava e da lì nacque una Jam Session, a cui parteciparono anche il trombonista Jack Teagarden ed il pianista Earl Hines. Armstrong, al termine della Jam Session, disse "Suonate tanto bene da far dimenticare il tempo che passa" e fu lui stesso a suggerire il nome della band.

## La storia
La "Roman New Orleans Jazz Band" si esibì, per molto tempo, al Mario's bar, il primo locale di jazz in Italia (ora chiuso); poi, alle Pleiadi di via Sistina e al Rugantino a Trastevere. In seguito, nel corso della carriera, furono assidui musicisti presso il Music Inn e l'Alexander Platz. L'orchestra partecipò a tutti i principali festivals del jazz in Italia e all'estero, tra i quali il Secondo Salone Internazionale del Jazz a Parigi dove fu tra le più applaudite: grande successo, infatti, ebbe la Roman al Vieux Colombier, una "cave" a St. Germain des Prés. Seguirono, poi, i festival di Sanremo, Milano, Comblain la Tour, Berlino, Bruxelles, ecc. Ormai lanciatissima, l'orchestra prese parte anche a dei film, come "Un americano a Roma", "Il microfono è vostro" e "Il blues della domenica", documentario di Valerio Zurlini interamente dedicato alla Band. Compose, inoltre, la colonna sonora del film "I pugilatori" dello stesso Zurlini e registrò i documentari "Il molo" e "Le Maschere". Partecipò anche a riviste come "Tutto fa Broadway" di Marchesi e Metz del 1952, con Walter Chiari, e "Ciao Rudy" del 1966 di Garinei e Giovannini, con Marcello Mastroianni. Numerosa fu anche l'attività discografica della Band che, nel corso degli anni, incise per la RCA, La Voce del Padrone, Columbia, Ricordi, Polydor, EMI. Tra tutti, ricordiamo l'LP "Jam session in Rome" con l'aggiunta di tre membri delle All Stars di Armstrong: Trummy Young, Peanuts Hucko e Billy Kyle cioè i "Roman New Orleans Jazz Band" Vol. 1 e 2, curati da Lino Patruno; e altri titoli, sia come LP che come 45 giri. L'ultima registrazione significativa risale al 1989 con il clarinettista Peanuts Hucko.
Oltre che con Louis Armstrong, la Roman New Orleans Jazz Band ebbe contatti importanti e prestigiosi anche con altri grandi del jazz americano, tra cui Benny Goodman, Lionel Hampton in jam sessions e registrazioni effettuate per conto della RCA. Ottenne numerosi riconoscimenti dalla stampa specializzata e fu premiata più volte con la Maschera d'Argento e con la Tour Eiffel d'Argento per essere stata la prima orchestra di jazz tradizionale sorta in Italia e per aver dato il più grande contributo alla diffusione del jazz in Italia. Nel corso della sua carriera, l'orchestra vide un cambiamento di alcuni elementi componenti, come al trombone dopo Fineschi, ci fu Marcello Rosa e poi Alberto Collatina che ne divenne elemento stabile fino alla fine. Alla batteria, dopo D'Intino, ci furono altri batteristi che si susseguirono, tra cui Michele Tomaino, Ole Iorgensen e infine Paolo Rossi. Al pianoforte Zinzi, trasferitosi in Australia, venne sostituito da Lino Quagliero. Per un breve periodo,come sostituto momentaneo del contrabbassista Liberati, fece parte anche il bassista Carlo Loffredo, il quale, poi, nel 1955 fondò una Seconda Roman New Orleans Jazz Band (il Tribunale di Roma diffidò poi Loffredo dal chiamare la sua orchestra solo "Roman New Orleans Jazz Band"). Il nucleo storico della Roman New Orleans Jazz Band rimase sempre lo stesso fino alla fine, ovvero quello formato da Marcello Riccio al clarinetto, Giovanni Borghi alla tromba e Pino Liberati al contrabbasso. Uno degli ultimi concerti che la Roman New Orleans Jazz Band tenne fu al Jazz Festival di Villa Celimontana a Roma nel 1996.